# ITF Quanzhou
Das ITF Quanzhou (offiziell: Women's $60,000 Quanzhou) ist ein Tennisturnier des ITF Women’s Circuit, das in Quanzhou, Volksrepublik China ausgetragen wird.

## Siegerliste

### Einzel
| Jahr                     | Siegerin                | Finalgegnerin           | Ergebnis        |
| ------------------------ | ----------------------- | ----------------------- | --------------- |
| ↓ Kategorie: $25.000 ↓   |                         |                         |                 |
| 2009                     | Sophie Ferguson         | Chan Yung-jan           | 6:3, 6:1        |
| ↓ Kategorie: $50.000 ↓   |                         |                         |                 |
| 2010                     | Aleksandra Krunić       | Zhou Yimiao             | 6:3, 7:5        |
| 2011                     | Lu Jingjing             | Stéphanie Foretz Gacon  | 3:6, 7:62, 6:3  |
| ↓ Kategorie: $50.000+H ↓ |                         |                         |                 |
| 2012                     | Kimiko Date-Krumm       | Tímea Babos             | 6:3, 6:3        |
| ↓ Kategorie: $50.000 ↓   |                         |                         |                 |
| 2013                     | Varatchaya Wongteanchai | Nadija Kitschenok       | 6:2, 5:75, 7:65 |
| 2014                     | Sarina Dijas            | Noppawan Lertcheewakarn | 6:1, 6:1        |
| 2015                     | Jelisaweta Kulitschkowa | Jeļena Ostapenko        | 6:1, 5:7, 7:5   |
| 2016                     | Wang Qiang              | Liu Fangzhou            | 6:2, 6:2        |
| ↓ Kategorie: $60.000 ↓   |                         |                         |                 |
| 2017                     | Zheng Saisai            | Liu Fangzhou            | 6:2, 6:3        |
| 2018                     | Zheng Saisai            | Liu Fangzhou            | 6:3, 6:1        |

### Doppel
| Jahr                     | Siegerinnen                         | Finalgegnerinnen                        | Ergebnis          |
| ------------------------ | ----------------------------------- | --------------------------------------- | ----------------- |
| ↓ Kategorie: $25.000 ↓   |                                     |                                         |                   |
| 2009                     | Han Xinyun Kao Shao-yuan            | Hao Jie Sun Tiantian                    | 1:6, 6:2, [10:6]  |
| ↓ Kategorie: $50.000 ↓   |                                     |                                         |                   |
| 2010                     | Liu Wanting Zhou Yimiao             | Julija Bejhelsymer Yan Zi               | 6:1, 6:2          |
| 2011                     | Liu Wanting Sun Shengnan            | Julija Bejhelsymer Oksana Kalaschnikowa | 6:3, 6:2          |
| ↓ Kategorie: $50.000+H ↓ |                                     |                                         |                   |
| 2012                     | Chan Hao-ching Rika Fujiwara        | Kimiko Date-Krumm Zhang Shuai           | 4:6, 6:4, [10:7]  |
| ↓ Kategorie: $50.000 ↓   |                                     |                                         |                   |
| 2013                     | Iryna Burjatschok Nadija Kitschenok | Liang Chen Sun Shengnan                 | 3:6, 6:3, [12:10] |
| 2014                     | Chan Chin-wei Xu Yifan              | Sun Ziyue Xu Shilin                     | 7:64, 6:1         |
| 2015                     | Eri Hozumi Makoto Ninomiya          | Hiroko Kuwata Junri Namigata            | 6:3, 6:72, [10:2] |
| 2016                     | Shūko Aoyama Makoto Ninomiya        | Lu Jingjing Zhang Yuxuan                | 6:3, 6:0          |
| ↓ Kategorie: $60.000 ↓   |                                     |                                         |                   |
| 2017                     | Han Xinyun Ye Qiuyu                 | Hiroko Kuwata Zhu Lin                   | 6:3, 6:3          |
| 2018                     | Han Xinyun Ye Qiuyu                 | Guo Hanyu Wang Xinyu                    | 7:63, 7:66        |

## Quelle
- ITF Homepage